# Ізогональне спряження

Точки та ізогонально спряжені

Перетворення над точками всередині трикутника

Ізогональне спря́ження — геометричне перетворення, що отримується відображенням прямих, поєднуючих початкові точки з вершинами заданого трикутника відносно бісектрис кутів трикутника.

## Означення
Точки {\displaystyle P} і {\displaystyle P^{*}} називаються ізогонально спряженими (застаріла назва — ізогональними) в трикутнику {\displaystyle \triangle ABC}, якщо {\displaystyle \angle ABP=\angle CBP^{*}}, {\displaystyle \angle BAP=\angle CAP^{*}}, {\displaystyle \angle BCP=\angle ACP^{*}}. Коректність цього означення можна довести через теорему Чеви в синусній формі, існує також чисто геометричне доведення коректності означення. Ізогональне спряження — перетворення, що ставить точці у відповідність ізогонально спряжену до неї. На всій площині окрім прямих, що містять сторони трикутника, ізогональне спряження є взаємно-однозначним відображенням.

## Властивості
- Ізогональне спряження залишає на місці лише центри вписаного і зовнівписаних кіл.
- Точка, ізогонально спряжена точці на описаному колі — нескінченно віддалена. Напрямок, який задає ця точка, перпендикулярний прямій Сімсона цієї точки.
- Якщо точки {\displaystyle P_{a}}, {\displaystyle P_{b}}, {\displaystyle P_{c}} симетричні точці {\displaystyle P} відносно сторін трикутника, то центр описаного кола {\displaystyle P_{a}P_{b}P_{c}} ізогонально спряжений до точки {\displaystyle P}.
- Якщо в трикутник вписаний еліпс, то його фокуси ізогонально спряжені.
- Проєкції ізогонально спряжених точок на сторони лежать на одному колі (вірно і зворотне). Центр цього кола — середина відрізка між точками.
- Образ прямої при ізогональному спряженні — коніка, описана навколо трикутника.
- Якщо коніка {\displaystyle \alpha } ізогонально спряжена до прямої {\displaystyle l}, то трилінійні поляри[en] всіх точок на {\displaystyle \alpha } будуть проходити через точку, ізогонально спряжену трилінійному полюсу {\displaystyle l}.

## Пари ізогонально спряжених точок
- Центр описаного кола та ортоцентр.
- Точка перетину медіан та точка Лемуана.
- Точки Брокара
- Точка Аполлонія та точка Ферма.

## Координатний запис
В барицентричних координатах ізогональне спряження записується так:
{\displaystyle (x:y:z)\ \mapsto \left({\frac {a^{2}}{x}}:{\frac {b^{2}}{y}}:{\frac {c^{2}}{z}}\right)\,},
де {\displaystyle a}, {\displaystyle b}, {\displaystyle c} — довжини сторін трикутника. В трилінійних координатах його запис має форму:
{\displaystyle (x:y:z)\ \mapsto ({\frac {1}{x}}:{\frac {1}{y}}:{\frac {1}{z}})},
тому вони зручні при роботі з ізогональним спряженням.

## Наслідки
- З ізогонального спряження можна вивести теорему Паскаля.